# Drimia senegalensis
Drimia senegalensis är en sparrisväxtart som först beskrevs av Carl Sigismund Kunth, och fick sitt nu gällande namn av John Charles Manning och Peter Goldblatt. Drimia senegalensis ingår i släktet Drimia och familjen sparrisväxter.
Artens utbredningsområde är Senegal. Inga underarter finns listade i Catalogue of Life.